# امیلیانو بیجیکا
امیلیانو بیجیکا (انگلیسی: Emiliano Bigica؛ زادهٔ ۴ سپتامبر ۱۹۷۳) بازیکن سابق و مربی فوتبال اهل ایتالیا است.
از باشگاه‌هایی که در آن بازی کرده‌است می‌توان به باشگاه فوتبال فیورنتینا، باشگاه فوتبال سالرنیتانا، باشگاه فوتبال باری، باشگاه فوتبال امپولی، باشگاه فوتبال نووارا، و باشگاه فوتبال ناپولی اشاره کرد.
وی همچنین در تیم ملی فوتبال زیر ۲۱ سال ایتالیا بازی کرده‌است.